# Нижнее Жданово
Ни́жнее Жда́ново — деревня в Железногорском районе Курской области. Входит в состав Линецкого сельсовета.

## География
Расположена в 32 км к юго-востоку от Железногорска на правом берегу реки Усожи. Высота над уровнем моря — 195 м. Ближайшие населённые пункты: деревня Верхнее Жданово, хутора Ольшанец, Ленина и Заречье. С севера деревня ограничена балкой Межевой Лог. В 0,7 км к северо-востоку от Нижнего Жданова находится урочище Межевая Роща. К югу от деревни проходит автомобильная дорога «Дмитриев — Фатеж».

## История
Деревня Жданово возникла в начале XVII века как поселение служилых людей, охранявших южные рубежи Русского государства от набегов ногайцев и крымских татар. Впервые упоминается в Писцовых книгах 1627 года. Первыми жителями деревни были служилые люди Аникеевы, Евсюковы и Рудские, переведённые в начале XVIII века в разряд однодворцев. 
Помимо однодворцев, в деревне проживали и крепостные крестьяне, но в меньшем количестве. По данным 9-й ревизии 1850 года местными крестьянами владели: дети Ивана Гринева (8 душ мужского пола), подпоручик Павел Евсюков (90 д.м.п.), жена губернского секретаря Марья Шатохина (11 д.м.п.), жена коллежского секретаря Елизавета Челюсткина (20 д.м.п.). В 1861 году деревня была включена в состав Дмитриевской волости Фатежского уезда. В 1862 году в Жданово было 56 дворов, проживали 809 человек (405 мужского пола и 404 женского). Часть жителей деревни была приписана к приходу храма Николая Чудотворца села Ольшанец, часть — к приходу Рождественского храма села Шахово. Около 1870 года в результате специального размежевания Жданово было разделено на 2 населённых пункта: Верхнее Жданово и Нижнее Жданово. По данным земской переписи 1883 года в Нижнем Жданово было 7 дворов Евсюковых, по 2 двора Рудневых, Бреховых и Якуниных и 1 двор Пальчиковых (указаны дворы бывших однодворцев). К началу XX века Жданово числилось в составе Нижнереутской волости Фатежского уезда. В 1905 году в деревне проживало 220 человек (102 мужского пола и 118 женского).
В 1930 году в деревне был организован колхоз имени Сталина. Его председателями в разное время были Степан Тимофеевич Рудской (?—1932), Губин (1932—1933), Реутов (1933—?) и другие. В 1930-е годы в Нижнем Жданово действовал пенькотрепальный завод. В 1937 году в деревне было 50 дворов. Во время Великой Отечественной войны, с октября 1941 года по февраль 1943 года, находилась в зоне немецко-фашистской оккупации. 
В 1950 году все колхозы Нижнеждановского сельсовета были объединены в артель «Нива» с центром в Нижнем Жданово. 

## Административно-территориальная принадлежность
- 16XX—1779 годы — в составе Усожского стана Курского уезда
- 1779—1797 годы — в составе Фатежской округи Курского наместничества
- 1797—1861 годы — в составе Фатежского уезда Курской губернии
- 1861—189Х годы — в составе Дмитриевской волости Фатежского уезда
- 189Х—1918 годы — в составе Нижнереутской волости Фатежского уезда
- 1918—1924 годы — адм. центр Нижнеждановского сельсовета Нижнереутской волости Фатежского уезда
- 1924—1928 годы — адм. центр Нижнеждановского сельсовета Нижнереутской волости Курского уезда
- 1928—1991 годы — адм. центр Нижнеждановского сельсовета Фатежского района
- 1991—2017 годы — адм. центр Нижнеждановского сельсовета Железногорского района
- С 2017 года — в составе Линецкого сельсовета Железногорского района

## Население
| 1883 | 1905 | 1979 | 2002 | 2010 |
| ---- | ---- | ---- | ---- | ---- |
| 408  | ↘220 | ↘75  | ↘54  | ↘51  |